# 齊藤太一
齊藤 太一（さいとう たいち、1985年1月22日 - ）は日本のミュージカル俳優である。北海道江別市出身。劇団四季所属。

## 来歴
小林久枝バレエスタジオでバレエダンサーとして活動しながら北海道野幌高等学校を経て浅井学園大学を卒業した。2008年2月に劇団四季オーディションに合格し、劇団四季へ入団した。同年キャッツカーバケッティ役で初舞台に出演した。2015年には地元北海道四季劇場で上演されたキャッツでギルバート役としてもデビューしている。さらに、2016年にはキャッツ大阪公演にてマンゴジェリー役としてデビューした。

## 主な出演作品
- キャッツ（2005年、カーバケッティ / 2015年、ギルバート / 2016年、マンゴジェリー）
- アンデルセン（アンサンブル）
- ライオンキング（2014年、アンサンブル12枠）
- むかしむかしゾウがきた（2014年、アンサンブル2枠）